# بندیکت آلن
بندیکت کولین آلن FRGS ‏(Benedict Colin Allen) (متولد ۱ مارس ۱۹۶۰)، نویسنده، کاوشگر، سیاح و فیلم‌ساز انگلیسی است که به‌خاطر تکنیک آمیخته‌شدن در میان مردمان بومی و کسب مهارت‌های بقا برای سفرهای پرمخاطره در سرزمین‌های ناآشنا شهرت دارد. آلن در سال ۲۰۱۰ به عنوان معتمد و عضو شورای انجمن سلطنتی جغرافیایی انتخاب شد.
او به تنهایی یا با استفاده جزئی یا کلی از خدمه دوربین، شش سریال تلویزیونی برای بی‌بی‌سی ضبط کرده‌است. بندیکت پیشگام استفاده از دوربین دستی در تلویزیون بود و برای اولین‌بار، بدون تشریفات گروه دوربین‌دار، به بینندگان نشان داد که سفر یک سیاح به نواحی دورافتاده چگونه پیش می‌رود.
بندیکت ده کتاب منتشر کرده و همچنین ویرایش کتاب اکتشاف فابر را نیز بر عهده داشته‌است.
در اواسط نوامبر ۲۰۱۷، موضوع ناپدید شدن آلن در حین یک سفر در پاپوآ گینه نو در صدر اخبار بین‌المللی قرار گرفت. اما او پس از مدت کوتاهی دوباره پیدا شد و به سمت یک پایگاه متروکه سفر خود را ادامه داد.

## اوایل زندگی و تحصیلات
بندیکت آلن در مکلسفیلدِ چشایر متولد شد و سومین فرزند ویرجینیا و کولین آلن است. والدین بندیکت از جنوب انگلستان نقل مکان کرده بودند تا با دریوری کوتاهی به فرودگاه وودفورد برسند. کولین در این فرودگاه یک خلبان آزمایشی برای آورو و بعدها هاوکر سیدلی بود و در آنجا در ساخت سه بمب افکنV (والیانت، ویکتور و ولکان مارک ۲) همکاری کرد.
پسرش بندیکت، پسر برادر و پسر تعمیدی مورخ و نویسنده هندی چارلز آلن است. چارلز بندیکت را به این امر تشویق کرد که هنوز دنیای هیجان انگیزی در بیرون وجود دارد که باید شناخته و کاوش شود.
بندیکت آلن در کودکی برای یافتن فسیل، چندین بار به لایم رجیس، دورِست و امتداد ساحل ژوراسیک انگلستان سفر کرد. از جمله کسانی که در کودکی بر زندگی او بسیار تأثیر گذاشتند، می‌توان به ویلفرد تزیگر، لورن ون در پست، ژاک-ایو کوستو، ثور هیردال و پیتر ماتیسن طبیعت‌شناس، ویلفرد تزیگر، لورن ون در پست و پیتر ماتیسن طبیعت‌شناس اشاره نمود.
آلن دو خواهر بزرگ به نام‌های کتی و سوزی دارد. او در کالج برادفیلد تحصیل کرد و در دانشگاه آنگلیا شرقی، رشته علوم محیطی را دنبال کرد. وی در سال آخر تحصیل خود در سه سفر علمی شرکت نمود. آلن رشته اکولوژی را در مقطع کارشناسی‌ارشد انتخاب کرد اما در آن فارغ‌التحصیل نشد. در آن زمان آلن می‌خواست اولین سفر مستقل خودش را شروع کند. هدف او عبور از دهانه اورینوکو و رسیدن به دهانه آمازون بود و در واقع این اولین پیمایش از شمال شرقی حوضه آمازون محسوب می‌شد. مردم ادعای آلن مبنی بر انجام این پیمایش را باور نکردند. این در حالی بود که وی تنها در عرض چند ماه و با کمک مردم محلی در حدود چهارصد مایل در نواحی جنگلی سفر کرده بود.

## فلسفه و رویکرد
یکی از ویژگی‌های سفرهای آلن این است که بدون همراهان غربی و بدون تلفن یا جی‌پی‌اِس انجام می‌شوند. وی در این سفرها بیش از اینکه به حمایت‌های معمولی از دنیای بیرونی تکیه کند تا حد امکان به کمک‌های بومی متکی است. «برای من شخصاً کاوش به معنای کاشتن بیرق یا تسخیر طبیعت یا رفتن به جایی برای نشانه‌گذاری نیست. بلکه هدف من چیز دیگری است. من می‌خواهم آزادی را تجربه کنم، به خودم اجازه بدهم که آسیب‌پذیر باشم و به دنیای اطرافم اجازه بدهم که بر روی من تأثیر بگذارد». همان‌طور که یک مصاحبه‌کننده می‌گوید، آلن «زمان کمی» برای کاشت بیرق یا بروز هرگونه «اشتیاق امپریالیستی برای تصاحب قلمرو» دارد.